# Абдуллин, Муслим Мукимович
Муслим Мукимович Абдуллин (каз. Мүсілім Мүкімұлы Абдуллин; тат. Мөслим Мөкыймь улы Абдуллин; 14 марта 1916, Усть-Каменогорск — 7 декабря 1996, Алма-Ата) — советский и казахский певец (лирический тенор). Народный артист Казахской ССР (1947). Брат-близнец Ришата Абдуллина.

## Биография
Родился 14 марта 1916 года в Усть-Каменогорске.
С 1933 по 1935 год учился в Алма-Атинском музыкальном техникуме. В 1936 году поступил в Казахскую студию при Московской консерватории, и окончил её в 1939 году.
С 1939 по 1965 год был солистом Казахского театра оперы к балета им. Абая.
С 1955 года член КПСС.
Сыграл в эпизодах трёх фильмов Шакена Айманова — «Наш милый доктор» (1957, снялся вместе с братом), «Песня зовёт» (1961) и «Перекрёсток» (1962, роль мужа актрисы).
С 1965 года художественный руководитель «Казахконцерта».
Абдуллин исполнял партии в казахских, русских и западноевропейских операх. Воплотил на сцене образы лирических персонажей: Тулегена, Кайракбая, Балпана, Арыстана («Кыз-Жыбек», «Жалбыр», «Ер-Таргын» и «Айман — Шолпан» Е. Г. Брусиловского). Ленского («Евгений Онегин» П. И. Чайковского), Серика («Биржан и Сара» М. Тулебаева), Зилкары («Амангельды» Е. Г. Брусиловского и М. Тулебаева), Туякбая («Камар сулу» Е. Рахмадиева), Азима («Абай» А. Жубанова и Л. А. Хамиди) и других. Участник Декады казахской литературы и искусства в Москве (1936). Исполнитель казахских народных песен и произведений зарубежных композиторов.

## Семья
- Жена Абдуллина Камаш[1] и четверо детей:
- Дочь — Абдуллина Галия (1941), сын — Абдуллин Сагнай (1953) - музыкант и ведущий [2]

## Награды
- Орден «Знак Почёта» (22 августа 1986)
- Орден Трудового Красного Знамени (3 января 1959) — за выдающиеся заслуги в развитии казахского искусства и литературы и в связи с декадой казахского искусства и литературы в гор. Москве
- Народный артист Казахской ССР (1947)